# Ансамбль жилых домов (Светланская, 39)
Ансамбль жилых домов («Фернзихт», «Сибирь» и «Карлсруэ») — архитектурный ансамбль во Владивостоке. Ансамбль был выстроен в 1893—1899 годах. Автор проектов зданий не установлен. В ансамбль входят исторические здания по адресу Светланская улица, 39 (стр. 1, 2, 3). Сегодня они являются объектом культурного наследия Российской Федерации.

## История
В конце XIX века немецкие коммерсанты Густав Кунст и Густав Альберс владели несколькими предприятиями во Владивостоке, где в 1864 году было основано главное подразделение их товарищества. Фирма фрахтовала суда для доставки товаров во Владивосток из Китая, а вывозила грузы морской капусты и трепанга. Деятельность из года в год набирала обороты, а регулярные рейсы судов Добровольческого Флота во Владивосток, начавшиеся в начале 80-х годов XIX-го века, открыли торговым компаниям новые возможности. Этому способствовал рост населения Владивостока к середине 70-х годов до 8 тысяч. В 1884 году во Владивостоке на углу Светланской и Суйфунской был открыт первый универсальный магазин Кунста и Альберса.
Для обеспечения большего комфорта служащих своей фирмы Кунст и Альберс строили в городе дома для их проживания и досуга. Ансамбль из трёх двухэтажных деревянных флигелей с цоколями из естественного камня был построен в центре Владивостока неизвестным автором также для Товарищества «Кунст и Альберс». «Фернзихт» (с немецкого — «Кругозор») начали строить первым в 1893 году, а в 1899 году началось возведение «Сибири» и «Карлсруэ». Дома предназначались для служащих компании, квартиры в них сдавались в аренду.
В 2000-е годы по линии застройки улицы Светланской было возведено псевдоисторическое здание торгового пассажа, перекрывшее обзор на ансамбль. 

## Архитектура
Ансамбль состоит из трёх двухэтажных деревянных флигелей с цоколем из естественного камня, объединённых общим архитектурно-художественным решением. Расположены на террасе, отодвинутой от линии застройки улицы Светланской в глубь квартала и приподнятой над её уровнем на каменной подпорной стенке. Два флигеля расположены параллельно улице («Сибирь» и «Карлсруэ»), их фасады находятся в одной плоскости. Третий («Фернзихт») размещён между ними, но несколько глубже в квартал.
Ансамбль в целом имеет выразительное объёмно-композиционное и пластическое построение, которое достигнуто художественными средствами, типичными для раннего модерна: объёмность зданий подчёркнута выделением из плоскости фасадов и на углах прямоугольных эркеров, увенчанных четырёхгранными шатровыми крышами, пластика фасадов обогащена ярусными карнизами значительного вылета. Деревянные стены флигелей обшиты тёсом и расчленены по горизонтали продольными тягами, окна обрамлены резными наличниками с козырьками, карнизы и фризы декорированы тонкой деревянной резьбой с ориентальными орнаментами.

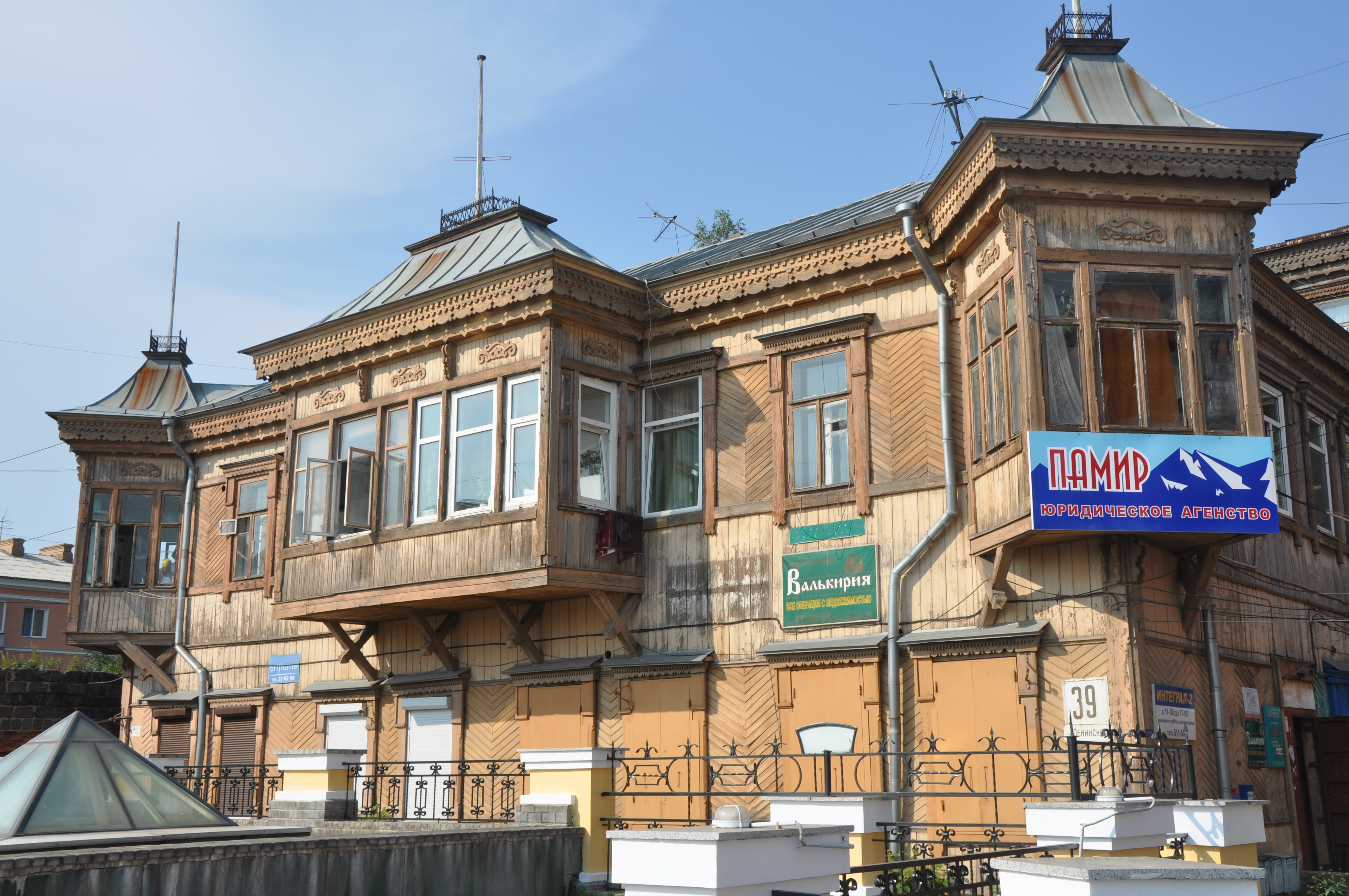
«Сибирь».
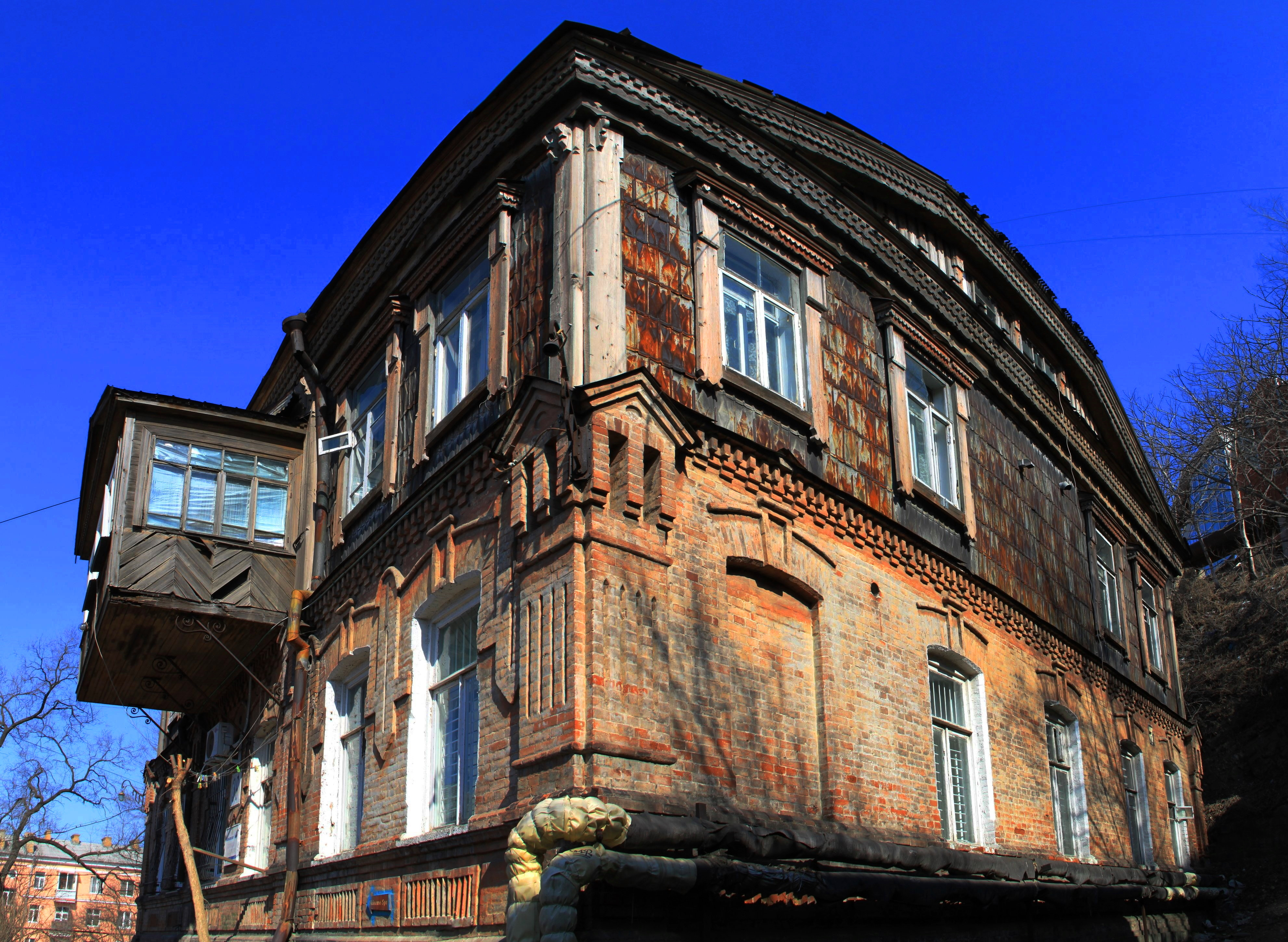
«Фернзихт».
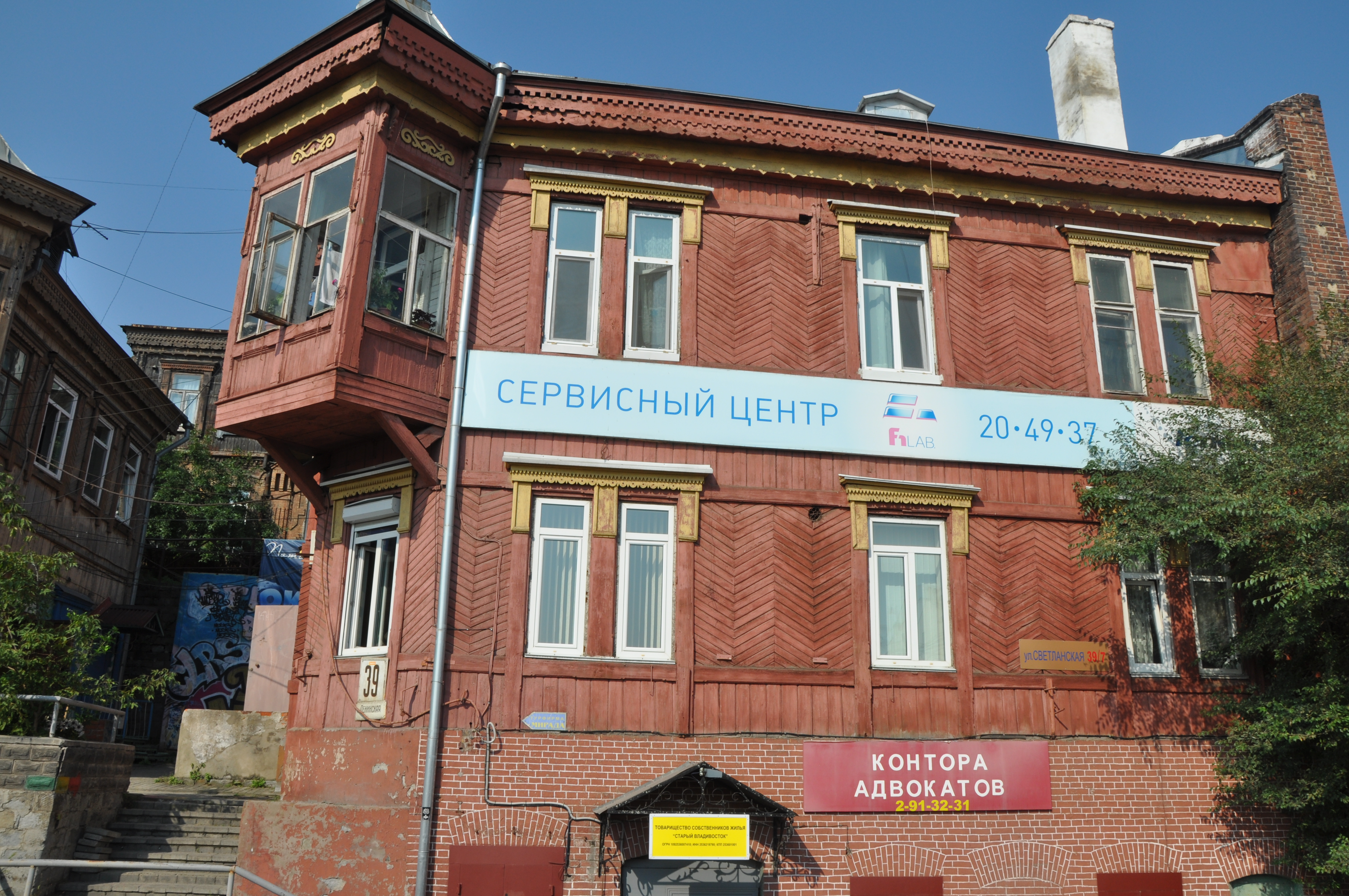
«Карлсруэ».